# 항성명칭 실무그룹
항성명칭 실무그룹(WGSN)은 천문학에서 새롭게 발견되는 항성들에 대한 이름을 붙여주는 국제 기관이다. 2016년에 정식으로 설립된 국제 천문 단체가 된다.

## 업무 및 설명
국제천문연맹(IAU)은 2016년 5월 국제 천문학계를 위해 항성의 고유 명칭을 목록화하고 표준화하기 위해 항성명칭 실무그룹(WGSN)이란 산하 기관을 설립했다. 교육, 아웃리치, 헤리티지 부문 C로 운영된다. 국제천문연맹(IAU)은 명칭과 명칭을 구별하는 것이 시급하다고 말한다. 국제천문연맹(IAU)에서 이름은 일상 대화에서 별에 사용되는 (보통 구어체) 용어를 의미하는 반면, 명칭은 오직 알파벳 숫자이며, 공식 카탈로그와 전문 천문학에서만 사용된다.(항성명칭 실무그룹(WGSN)은 번역된 바이어 명명법(예: Tau Ceti)은 특별한 역사적 사례로 간주되며 명명법으로 취급된다고 언급한다.) 항성명칭 실무그룹(WGSN)은 2016년의 남은 기간 동안 출판된 이름을 가진 가장 밝은 수백 개의 별들에 대한 일반적인 이름과 철자를 표준화하고 미래에 논의될 희미한 별들에 대한 이름을 가진 문화적 이름을 편찬하는데 집중하기로 결정했다.('밝은 별'을 밝은 별 목록 및 물리적 동반성에 지정된 것으로 간주했다), (이는 우리 은하, 다른 외계 은하의 별들, 서브스텔라 천체, 그리고 별의 잔재와 마찬가지로 밀집성을 가진 '어두운 별들'을 모두 가르킨다.) 앞으로 몇 년 동안의 주요 목표는 공식적으로 인정되는 이름으로 사용될 가장 잘 알려진 별의 명칭을 결정하기 위해 세계적인 천문학 역사와 문화를 파헤치는 것이다. 이런 점을 넘어 우주에 있는 많은 밝은 별들의 이름이 공식적으로 승인되고 목록화되면 항성명칭 실무그룹(WGSN)은 일반 대중뿐만 아니라 전문 천문학자들로부터 항성 이름에 대한 제안을 받아들일 수 있는 규칙, 기준 및 과정에 대한 형식과 템플릿을 수립하는 데 초점을 맞출 것이다. 항성명칭 실무그룹(WGSN)의 2016년 7월의 첫 회보에는 항성명칭 실무그룹(WGSN)이 2016년 6월 30일, 7월 20일)이 승인한 이름의 처음 두 묶음과 별들의 이름(기존의 별 이름 4개를 모두 포함한다.)으로 구성된 125개의 별 표가 모두 포함되어 있었다. 대표적으로 아인, 용자리 이오타, 세페우스자리 감마, 포말하우트가 여기에 포함된다.)은 2015년 국제 항성 이름 엑소 캠페인의 기간 동안 IAU 집행위원회에서 행성 및 행성을 공전하는 위성의 공개 명명 작업 그룹에 의해 검토 및 채택되었으며 이것을 항성명칭 실무그룹(WGSN)이 인정했다. 이는 각각 2016년 8월 21일, 9월 12일, 10월 5일, 11월 6일에 승인되었다. 이것들은 2016년 11월 항성명칭 실무그룹(WGSN)의 두 번째 회보에 수록된 102개의 별들의 표에 기재되었다. 다음 추가는 2017년 2월 1일(13개), 2017년 6월 30일(29개), 2017년 9월 5일(41개), 2017년 11월 19일(3개), 2018년 6월 6일(17개)에 이루어졌다. 2018년 6월 1일에 마지막으로 등록된 국제천문연맹(IAU) 승인 별 이름 목록에 모든 330개의 이름이 포함되어 있다. 첫 번째 목록에는 국제 항성 이름 공모 과정에서 개별 항성의 이름이 주어진 두 개의 별이 포함되어 있다. "세르반테스"는 제단자리 뮤(스페인의 작가인 미겔 데 세르반테스 사베드라를 기리는 것이다.)를 "코페르니쿠스"는 게자리 55(이는 폴란드의 천문학자인 니콜라우스 코페르니쿠스를 기리는 것이다.)를 의미한다. 항성명칭 실무그룹(WGSN)은 의사인 찰스 스카버러 경에 의해서 영국의 찰스 1세를 기리기 위하여 명명된 별 α 카눔 베나티코룸에 대한 역사적인 이름인 코르 카롤리(Cor Caroli, 라틴어로 '찰스의 심장'을 의미한다.)를 승인했다. 2017년 2월 1일 업데이트에서는 미국의 천문학자인 에드워드 에머슨 바너드의 이름을 딴 바너드별의 역사적 이름을 승인했다.

## 참고 조건
2016년-2018년에 있었던 항성명칭 실무그룹(WGSN)의 참고 조건은 2016년 5월 6일에 IAU 집행위원회 회의에서 승인되었다. 요약하면 다음과 같다.
- IAU 가이드라인을 제정하여 스타들의 이름을 제안하고 채택할 것이다.
- 후보자 이름에 대한 문헌 검색을 수행한다.
- 과학적이고 역사적인 가치가 있는 별들을 위해 새로운 독특한 이름들을 채택한다.
- IAU의 공식적인 항성 이름들에 대한 카탈로그를 모아서 배포한다.

(현재 버전의 제목은 "IAU가 승인한 별 이름 목록"이다.)
처음에 항성명칭 실무그룹(WGSN)은 역사와 문화로부터 '과거의' 이름을 통합하는 것에 중점을 두었지만 미래에는 규칙을 정의하고 국제 천문학계의 구성원들이 새로운 이름을 제안할 수 있는 과정을 가능하게 하는 역할을 하게 될 것이다.

## 별의 이름에 대한 예비 지침
항성명칭 실무그룹(WGSN)은 독특한 별 이름에 대한 예비 지침을 채택했다. 이에 대해 요약하면 다음과 같다.
- 세계 유산을 보존하는 이름은 강력하게 권장되며, 새로운 이름보다 일반적이고 문화적인 이름을 선호한다.
- 이름은 일반적으로 4-16자여야 하며, 짧은 이름이 긴 것보다 선호된다.
- 이름은 일부 언어로 발음할 수 있어야 하며 공격적이지 않아야 한다.
- 이름은 기존의 별, 행성, 행성의 위성 또는 작은 행성의 이름과 너무 비슷해서는 안 된다.
- 밝은 별에 대해서는 개인의 이름을 사용할 수 없다.(단 희귀한 역사적 사례는 제외한다.)
- 희귀한 과거 사례를 제외하고 작위적인 이름은 사용하지 않는다.
- 주로 정치적 또는 군사적 활동으로 알려진 사건의 이름, 주로 상업적인 성격의 것, 애완동물과 연관된 단어이거나 두문자어의 이름은 금지된다.

항성명칭 실무그룹(WGSN)은 2015년에 국제 항성 이름 공모 캠페인 기간 동안 채택된 별의 이름을 포함하여 집행위원회 워킹 그룹(Executive Committee Working Group)이 승인한 외계 행성 및 행성 위성의 이름과 그들의 호스트 별을 명시적으로 인정했다.

### 다중항성
항성명칭 실무그룹(WGSN)은 각각의 항성에 대한 고유 명칭을 전체 다중 이름 체계가 아닌 개별간의 항성에 부여하기로 결정했다. 예를 들어 포말하우트라는 이름은 특별히 3성계의 밝은 A 성분을 가르킨다. 물리적 배수(예: 포말하우트 B)의 다른 성분에 기인하는 비공식적인 이름은 비공식적인 것으로 취급되며(비록 "유용한 별명"으로 설명되지 않지만 이는 행성의 이름을 붙여주는 설정에 있어 어느 정도는 일리있는 이론이 된다.), 국제천문연맹(IAU)이 승인한 별 이름 목록에는 포함되지 않는다. 목록에서 구성요소는 워싱턴 이중성 카탈로그의 식별자에 의해 명확하게 식별된다. 구성 요소 문자가 명시적으로 나열되지 않은 경우엔 항성명칭 실무그룹(WGSN)은 이름이 시각적으로 가장 밝은 구성 요소에 기인하는 것으로 이해해야 한다고 말한다.

### 중국식 이름
중국의 별 이름에 대한 일반적인 지침은 2017년에 채택되었다. 요약하면 다음과 같다.
- 한 때의 중국 하늘: 별자리 별과 사회 (Sun & Kistemaker 1997)는 초기 중국의 이름-별 식별과 철자법으로 권위가 있다고 여겨진다.
- 개별적인 별들에 대한 중국의 별자리 이름을 채택하는 것은 혼란을 야기할 수 있기 때문에 피해야 한다.
- 핀인 스펠링을 선호한다.

## 같이 보기
- 국제천문연맹
- 워싱턴 이중성 카탈로그
- 별의 이름
- 항성
- 천문학